# Pomone (torpilleur)
Pour les articles homonymes, voir Pomone (navire).
La Pomone est un torpilleur de classe La Melpomène construit pour la marine française. Il est lancé le 25 janvier 1935 aux Ateliers et chantiers de la Loire à Saint-Nazaire, et mis en service en août 1936. Après l’armistice du 22 juin 1940, il sert dans la marine du régime de Vichy. Confisqué par les Allemands à Bizerte en novembre 1942 lors de l’opération Anton, il passa aux Italiens sous le nom de FR 42, puis à nouveau aux Allemands sous le nom de TA 10 en mai 1943. Gravement endommagé lors d’une action contre le HMS Eclipse (H08) près de Rhodes le 22 septembre 1943, il coule cinq jours plus tard.

## Conception
La Pomone était un petit torpilleur, d’une longueur de 80,7 m, une largeur de 7,96 m et un tirant d'eau de 3,07 m. Son déplacement était de 610 tonnes, et 708 tonnes en pleine charge. Sa propulsion reposait sur deux chaudières Indret au fioul, deux turbines à vapeur à engrenages Rateau-Bretagne, et deux arbres d'hélice terminés par une hélice tripale. Sa puissance de 22000 ch lui donnait une vitesse maximale de 34,5 noeuds. Il emportait 90 à 170 tonnes de combustible, lui donnant une autonomie de 1800 milles marins à 18 nœuds, ou 1500 milles à 20 nœuds, ou 700 milles à 34,5 noeuds. Son armement se composait de 2 canons de 100 mm/45 en 2 tourelles simples, approvisionnés à 150 coups, 4 mitrailleuses Hotchkiss de 13,2 mm modèle 1929 antiaériennes (2 x 2 canons jumelés), 2 tubes lance-torpilles de 550 mm en un affût double, un grenadeur de sillage avec grenades et une torpille remorquée Ginocchio. Son équipage était de 105 hommes.

## Carrière
La Pomone est construite entre 1933 et 1936. Elle appartenait à la classe de torpilleurs La Melpomène, caractérisée par de sérieux problèmes de stabilité et de navigabilité,,.
Le 8 décembre 1942, dans le cadre de l’opération Anton, les italo-allemands occupent la France de Vichy et ses territoires d’Afrique française du Nord. Le torpilleur est capturé par les troupes allemandes à Bizerte, avec ses navires-jumeaux Bombarde et Iphigénie,. Vingt jours plus tard, les Allemands transfèrent les navires à la Regia Marina. La Pomone est renommé FR 42,. Quelques modifications ont été apportées à l’armement des navires, comme l’ajout de deux canons de 37 mm et le remplacement des canons de 100 mm/45 par des canons de 100 mm/60. Les trois navires n’ont servi que quelques mois sous le pavillon italien, sans prendre part à des opérations importantes.
Le 6 avril 1943, le torpilleur, ainsi que ses sister-ships, sont transférés à la Kriegsmarine qui les reclasse d’abord comme escorteurs rapides, rebaptisant SG 47 le FR 42. Le 15 mai 1943, elle leur rend leur classification de torpilleurs. Le SG 47 devient alors le TA 10,,. Les trois navires font alors l’objet de travaux de modernisation, tels que la suppression des tubes lance-torpilles, l’installation de radars et le renforcement de l’armement anti-aérien avec deux canons de 37 mm et quatorze canons de 20 mm.
Après l’armistice de Cassibile, le TA 10, opérant en mer Égée sous le commandement du lieutenant Jobst Hahndorff, a été impliqué dans la tragédie du navire à moteur Gaetano Donizetti,. Dans la soirée du 22 septembre 1943, le navire à moteur Donizetti et le vapeur Ditmarschen quittent Rhodes, escortés par le TA 10, pour transporter au Pirée des prisonniers de guerre italiens ; 1584 entassés sur le Donizetti (d’autres sources indiquent le chiffre de 1835). Dans la nuit du 22 au 23 septembre, vers une heure du matin, le petit convoi est attaqué à coups de canons et de torpilles par le destroyer britannique Eclipse. Le TA 10, touché à plusieurs reprises et réduit à l’état d’épave avant de pouvoir réagir, s’échoue dans les eaux peu profondes de la ville voisine de Prassoníssi, dans la baie de Prassos. Seules les superstructures et la cheminée restent émergées,. Le Donizetti chavire et coule avec lui tous les hommes à bord : les 1584 (ou 1835) prisonniers et plus de 220 gardes et hommes d’équipage allemands,,.
Le TA 10 est jugé irrécupérable. Son épave est minée par son équipage qui la fait exploser quelques jours plus tard, le 25 ou le 27 septembre 1943,,.